# Elizabeth McHarg
Elizabeth Adam McHarg (22 de abril de 1923 – 29 de abril de 1999) foi uma matemática escocesa, que em 1965 foi a primeira mulher presidente da Sociedade Matemática de Edinburgo.

## Formação
McHarg estudou na High School of Glasgow e depois na Universidade de Glasgow, obtendo um mestrado em matemática e filosofia natural em 1943. A universidade concedeu-lhe a Medalha Thomas Logan e uma bolsa George A Clark, financiando-a como pesquisadora do Girton College, Cambridge. Em Girton ela estudou equações diferenciais parciais não lineares com Mary Cartwright e obteve um doutorado em 1948.

## Carreira e contribuições
McHarg voltou para a Universidade de Glasgow como lecturer em 1948. Lá, ela se tornou uma especialista em funções especiais. Traduziu o texto Differential Equations de Francesco Tricomi do italiano para o inglês; sua tradução foi publicada em 1961 pela Hafner e republicada em 2012 pela Dover Publications.